# Pandemia di COVID-19 in Azerbaigian
Il primo caso della pandemia di COVID-19 in Azerbaigian è stato confermato nel febbraio 2020.
In Azerbaigian, si diffonde principalmente nel sud del Paese e nella capitale Baku. Il primo positivo è confermato il 28 febbraio 2020.
Il 5 maggio 2023, l'Organizzazione mondiale della sanità dichiara ufficialmente la fine della pandemia.

## Cronologia

### Febbraio
Il 28 febbraio la sede operativa del Gabinetto dei Ministri della Repubblica dell'Azerbaigian ha confermato che il primo caso di contagio da coronavirus è stato registrato in Azerbaigian.

### Marzo
Il 2 marzo i processi educativi e altre attività correlate sono stati sospesi dal 3 al 9 marzo in tutte le istituzioni educative del paese per prevenire la diffusione dell'infezione da Covid-19. La data della sospensione è stata quindi prorogata al 27 marzo.
Il 4 marzo l'Azerbaigian ha smesso di consentire l'ingresso di camion e importazioni dall'Iran.
Il 9 marzo due persone di ritorno dall'Iran sono risultate positive al coronavirus.
Il 13 marzo quattro persone di ritorno dall'Iran e dall'Italia sono risultate positive al coronavirus. Le autorità azere hanno anche confermato giovedì la prima morte nel Paese per il nuovo coronavirus, una donna di 50 anni, arrivata da poco dall'Iran.
Il 14 marzo tre cittadini azeri a cui è stato diagnosticato il coronavirus, dopo essere stati curati in ospedali a regime speciale, si sono ripresi e sono stati rimandati a casa.
Il 16 marzo si sono verificati altri due casi di infezione da coronavirus.
Il 17 marzo sono stati rilevati tre nuovi casi di infezione da coronavirus.
Il 18 marzo altre quattro persone con diagnosi di coronavirus si sono riprese e sono state rimandate a casa dopo essere state trattate in ospedali per regimi dietetici speciali. Ci sono stati anche altri sei casi di infezione da coronavirus.
Il 19 marzo sono stati registrati 10 nuovi casi di infezione da coronavirus.
Il 21 marzo sono stati rivelati altri nove casi sull'infezione da coronavirus.
Il 22 marzo sono stati segnalati altri 12 casi di infezione da coronavirus.
Il 23 marzo l'Azerbaigian conferma sette nuovi casi di coronavirus.
Il 24 marzo l'Azerbaigian conferma altri 15 casi di infezione da coronavirus .
Il 25 marzo sono stati registrati 6 nuovi casi di infezione da coronavirus e un decesso. Il paziente aveva diabete mellito, malattia coronarica ed è deceduto il giorno del suo ricovero in ospedale.
Il 26 marzo sono stati rilevati 29 casi di infezione da coronavirus, 1 persona è morta e 5 persone sono state dimesse.
Il 27 marzo sono stati registrati 43 nuovi fatti di infezione da Covid-19.
Il 31 marzo l'Azerbaigian ha dichiarato la quarantena nazionale. Le persone devono soggiornare in case e appartamenti privati, residenze permanenti o temporanee fino ad aprile 2021.

### Aprile
Il 2 aprile è stato riferito che per ottenere il permesso di lasciare il luogo di residenza, le persone dovevano ottenere i permessi via SMS per uscire per servizi salvavita (necessità mediche urgenti, per acquistare cibo e provviste, altri beni o medicinali). Per lasciare il luogo di residenza in caso di una situazione che minaccia direttamente la vita e la salute, non è obbligatorio inviare un SMS.
Il 24 aprile, il governo azero ha implementato un parziale allentamento delle regole di quarantena dal 27 aprile e ha consentito la riapertura di alcune attività e servizi precedentemente limitati. La durata dell'autorizzazione ad uscire per servizi vitali ottenuta tramite SMS è stata aumentata da 2 ore a 3 ore.
Il 29 aprile le restrizioni all'ingresso e all'uscita al confine con l'Azerbaigian, esclusi i voli merci e charter, sono state estese fino al 31 maggio 2020.

### Maggio
Il 1º maggio il regime di quarantena è stato prorogato fino al 31 maggio 2020. Alcune restrizioni, come uscire di casa su notifica via SMS, registrarsi sul sito "icaze.e-gov.az", visitare parchi e le aree ricreative sono state revocate in tutte le città e regioni dell'Azerbaigian tranne Baku, Sumgayit, Gandja, Lankaran e la regione dell'Abcheron.
Il 7 maggio è stato inaugurato a Baku il primo complesso ospedaliero modulare con una capacità di 200 posti letto.
Il 12 maggio a Sumgayit sono state aperte una fabbrica di maschere e una fabbrica di tute protettive.

### Giugno
Il 3 giugno è stata annunciata l'introduzione di un blocco di tre giorni nel fine settimana nelle principali città, in vigore dal 5 all'8 giugno. Il blocco ha riguardato Baku, Sumgayit, Gandja, Lankaran e il distretto di Abcheron.

### Luglio
Il 13 luglio Azerbaijan Airlines ha effettuato un volo speciale da L'Avana, Cuba a Baku con 115 medici specialisti per aiutare i medici a contrastare la diffusione del virus.

### Agosto
Il 4 agosto 6 esperti medici italiani e 10 cinesi sono stati inviati a Baku da ambasciatori dei due paesi per condividere informazioni su COVID-19 e supportare gli ospedali locali.
Il 25 agosto è stato riportato da Caspian News che gli aiuti statunitensi per il coronavirus all'Azerbaigian avevano raggiunto i 5 milioni di dollari.

### Settembre
L'8 settembre, è stato riferito che l'Azerbaijan aveva rilevato 139 nuovi casi di COVID-19, 128 pazienti si sono ripresi e un paziente è morto.
Il 13 settembre il numero di casi COVID confermati in Azerbaigian ha superato i 38.400..

## Evacuazione dei cittadini
Il 1º febbraio, il ministro della Salute turco Fahrettin Koca ha dichiarato che un totale di 44 persone, tra cui 34 turchi, 6 azeri, 3 georgiani e 1 albanese, erano state evacuate da Wuhan.
Il 15 marzo sono iniziati i voli charter per il rientro dei cittadini azeri dalla Turchia, poiché il viaggio reciproco di cittadini turchi e azeri per via aerea e terrestre è stato temporaneamente sospeso per prevenire la diffusione del coronavirus. Coloro che sono tornati dalla Turchia sono stati messi in quarantena per 14-28 giorni.
Il 17 marzo l'Azerbaigian ha iniziato a lanciare voli charter dai paesi dell'Unione europea, dalla Russia e da altri paesi per evacuare i cittadini.
Il 15 maggio il regime speciale di quarantena è stato allentato, dal 18 maggio, quindi, autorizzazione via SMS e registrazione sul portale "icaze.e-gov.az", restrizioni all'accesso ai parchi e allee aree ricreative sono state revocate anche a Baku, Sumgayit, Gandja, Lankaran e nella regione di Abcheron, è stato ristabilito il servizio clienti in loco in ristoranti e caffè, sono state anche ripristinate le attività dei musei e delle sale espositive ed è stato revocato il divieto per le persone di età superiore ai 65 anni di lasciare le proprie case.
Il 29 maggio, con l'allentamento di alcune restrizioni, il regime speciale di quarantena in Azerbaigian è stato prorogato fino al 15 giugno 2020.
Il 29 maggio, le restrizioni all'ingresso e all'uscita al confine con l'Azerbaigian sono state estese fino al 15 giugno 2020.

## Conseguenze
Il 4 marzo sono state cancellate le partite del campionato di basket azero. Il 10 marzo, a Baku e nelle regioni dell'Azerbaigian sono state annullate le tradizionali festività legate alla festa del Nowruz.
Il 13 marzo vengono cancellati i 55° Campionati Europei di Karate (che si sarebbero tenuti dal 25 al 29 marzo). Anche la Premier League azera è stata rinviata a causa della pandemia. Inoltre, la finale della Coppa del Mondo di ginnastica artistica di Baku (prevista per il 14-15 marzo) è stata annullata dopo che le qualificazioni si erano già svolte.
Il 17 marzo, la UEFA ha annunciato che il campionato europeo di calcio 2020 (l'Azerbaigian è uno dei paesi ospitanti) sarebbe stato ritardato di un anno a causa della pandemia Covid-19 in Europa.
Il 23 marzo, gli organizzatori del Gran Premio automobilistico dell'Azerbaigian hanno annunciato che la gara era stata rinviata.